# HMS Lamerton (L88)
Le HMS Lamerton (pennant number L88) est un destroyer d'escorte de classe Hunt de type II construit pour la Royal Navy pendant la Seconde Guerre mondiale

## Construction
Le Lamerton est commandé le 4 septembre 1939 dans le cadre du programme d'urgence de la guerre de 1939 pour le chantier naval de Swan Hunter and Wigham Richardson Ltd. de Wallsend-on-Tyne en Angleterre sous le numéro J4142. La pose de la quille est effectuée le 10 avril 1940, le Lamerton est lancé le 14 décembre 1940 et mis en service le 16 août 1941.
Il est parrainé par la communauté civile de Tavistock dans le Devonshire pendant la campagne nationale du Warship Week (semaine des navires de guerre) en mars 1942.
Les navires de classe Hunt sont censés répondre au besoin de la Royal Navy d'avoir un grand nombre de petits navires de type destroyer capables à la fois d'escorter des convois et d'opérer avec la flotte. Les Huntde type II se distinguent des navires précédents type I par une largeur (Maître-bau) accru afin d'améliorer la stabilité et de transporter l'armement initialement prévu pour ces navires.
Le Hunt type II mesure 80,54 m de longueur entre perpendiculaires et 85,34 m de longueur hors-tout. Le Maître-bau du navire mesure 9,60 m et le tirant d'eau est de 3,51 m. Le déplacement est de 1 067 t standard et de 1 534 t à pleine charge.
Deux chaudières Admiralty produisant de la vapeur à 2 100 kPa et à 327 °C alimentent des turbines à vapeur à engrenages simples Parsons qui entraînent deux arbres d'hélices, générant 19 000 chevaux (14 000 kW) à 380 tr/min. Cela donné une vitesse de 27 nœuds (50 km/h) au navire. 281 t de carburant sont transportés, ce qui donne un rayon d'action nominale de 2 560 milles marins (4 740 km) (bien qu'en service, son rayon d'action tombe à 1 550 milles marins (2 870 km)).
L'armement principal du navire est de six canons de 4 pouces QF Mk XVI (102 mm) à double usage (anti-navire et anti-aérien) sur trois supports doubles, avec un support avant et deux arrière. Un armement antiaérien rapproché supplémentaire est fourni par une monture avec des canons quadruple de 2 livres "pom-pom" MK.VII et deux canons Oerlikon de 20 mm Mk. III montés dans les ailes du pont. Les montures jumelles motorisées d'Oerlikon sont remplacées par des Oerlikons simples au cours de la guerre. Jusqu'à 110 charges de profondeur pouvaient être transportées,. Le navire avait un effectif de 168 officiers et hommes,.

## Histoire

### Seconde guerre mondiale

#### 1941
Après avoir terminé ses essais et sa mise en service, le Lamerton se rend à Scapa Flow en août 1941 pour s'entraîner avec les navires de la Home Fleet. Il se joint à la 12e Flottille des destroyers le 9 septembre pour escorter des convois à travers l'Atlantique dans les approches occidentales. Alors qu'il fait partie de l'escorte du convoi HG74 à Gibraltar, il coule le sous-marin italien Galileo Ferraris le 25 octobre après un duel de tir d'artillerie,.
Le 22 décembre, le Lamerton rejoint le croiseur léger Arethusa (26) et les destroyers Somali (F33), Eskimo (F75), Ashanti (F51), Bedouin (F67), Wheatland (L122) et les destroyers polonais ORP Kujawiak (L72) et ORP Krakowiak (L115) pour soutenir l'opération Archery, le raid du Commando 12 sur Lofoten en Norvège,.

#### 1942
Le Lamerton est transféré à la 6e Flottille de destroyers en mars 1942. Le 10 mars, le Lamerton et les destroyers Sabre (H18), Saladin (1919) et le destroyer polonais ORP Blyskawica (L115) escortent le convoi PQ13 lors de la première étape vers l'Islande. La Force se détache du convoi le 16 mars pour rejoindre le pétrolier RFA Oligarch en tant que Force Q pour ravitailler en carburant les destroyers durant leur passage pour Mourmansk. Puis il rejoint le convoi PQ13 le 20 mars. Le convoi PQ13 s'est dispersé le 25 mars en raison du mauvais temps, et la force d'escorte se retire vers leur base,,,.
Le 27 avril, le Lamerton participe à l'escorte des cuirassés King George V (41) et USS Washington (BB-56), du porte-avions Victorious (R38) et des cruisers Kenya (14), USS Wichita (CA-45) et USS Tuscaloosa (CA-37) pour défendre à distance le convoi PQ15 vers l'Union soviétique, puis retourne vers le convoi QP11. La force d'escorte comprend également les destroyers Escapade (H17), Faulknor (H62), Marne (G35), Martin (G44), Oribi (G66), Punjabi (F21) et Inglefield (D02), les destroyers d'escortèrent Belvoir (L32), Middleton (L74) et Hursley (L84) et quatre destroyers américains USS Madison (DD-425), USS Plunkett (DD-431), USS Wainwright (DD-419) et USS Wilson (DD-408).
Le 1er mai, une collision avec le cuirassé King George V  et le Punjabi provoque le naufrage de ce dernier coulant par sa poupe quasi immédiatement, des charges de profondeur prêtes à l'emploi sur le pont du Punjabi explosent, frôlant les flancs du cuirassé sous la ligne de flottaison et causant de graves blessures aux survivants. Heureusement, sa proue coule assez lentement, permettant ainsi à 169 personnes d'être sauvées par le HMS Martin et le HMS Marne. Le King George V , endommagé par sa propre torpille qui fait un arc de cercle à la suite d'un mauvais fonctionnement, doit quitter le convoi pour se retirer en Islande. Le 13 mai, le Lamerton et les autres navires de guerre de la Home Fleet escortent le croiseur Trinidad (46) endommagé pour un retour en Grande-Bretagne après des réparations temporaires à Mourmansk, mais le Trinidad subit une attaque par des avions allemands composé d'une vingtaine de bombardiers Ju 88. Le navire est touché à plusieurs reprises et prend feu. 63 personnes sont tuées lors de cette attaque. Le navire devient incontrôlable. Il est abandonné. Il est coulé, le lendemain 15 mai 1942, par les torpilles du destroyer HMS Matchless au sud du Svalbard (73° 37′ N, 23° 27′ E). Le Lamerton et la Home Fleet retournent à Scapa Flow,,,.
Le 21 mai, le Lamerton est projeté avec les cuirassés Duke of York (17) et USS Washington, le porte-avions Victorious et les croiseurs London (69) et USS Wichita pour protéger le convoi PQ16 vers l'Union soviétique et le convoi QP12 sur le retour. L'escorte se compose également des destroyers Eclipse (H08), Faulknor, Fury (H76), Icarus (D03) et Intrepid (D10), des destroyers Blankney (L30), Middleton et Wheatland, et des destroyers américains USS Mayrant (DD-402), USS Rhind (DD-404), USS Rowan (DD-405) et USS Wainwright.
En juin, le Lamerton est remanié pour être prêt à être déplacé dans la Méditerranée. Après avoir terminé sa rénovation, il se rend à Clyde le 28 juillet pour escorter le convoi WS21S vers la Méditerranée dans le cadre de l'opération Pedestal. Alors que le convoi est réorganisé, il subit une collision avec le navire marchand SS Almenara le 1er août et est gravement endommagé, étant forcé de retourner à Liverpool pour des réparations dans un chantier naval privé,.
Complétant les réparations le 26 septembre, le Lamerton réalise ses essais après révision avant de rejoindre la Home Fleet. Le 10 octobre, il est mobilisé dans la force de préparation de l'opération Torch, le débarquement allié en Afrique du Nord. Il rejoint un convoi dirigé vers l'Afrique du Nord pour rejoindre la 57e Division de destroyers, et après avoir passé à Gibraltar, il est fusionné dans la Eastern Task Force (Force opérationnelle de l'Est),,.
Opération Torch
Le Lamerton est présent avec la Force H dans le cadre de l'opération Torch, au départ de Gibraltar le 5 novembre pour escorter le convoi KMF1 en direction d'Alger, et après avoir traversé le détroit de Gibraltar à 10h45 minutes le lendemain , l'escorte de la Force H est complétée par la présence de Acute (J106), Algerine (J213), Alarm (J140), Albacore (J101), Cadmus (J230), Speedwell (J87), Hussar (J82), ORP Błyskawica, Wilton (L128) et Wheatland (L122), tandis que les Ibis (U99), Enchantress (L56), Clare (I14), Broke (D83), Malcolm (D19), Wrestler (D35) et Vanoc (H33) sont détachés pour escorter le convoi KMSA1. À 12h30, le bateau de pêche espagnol Jesus Dei Gran est découvert dans le sud-est, et le vice-amiral Harold Burrough, commandant des forces navales alliées, ordonne au Lamerton dde l'arraisonner pour conduire le bateau de pêche à Gibraltar. L'équipage du Jesus Dei Gran se montre amical et s'exécute.
Le Lamerton arrivé au large de la plage Baker, à Alger, le 8 novembre, et est organisé pour soutenir la puissance de feu du débarquement. Le lendemain, il aide le croiseur auxiliaire HMS Palomares endommagé par une attaque aérienne ennemie, et le 10 novembre, le Lamerton tire de ses canons pour un appui-feu pour l'invasion de Bougie, en Algérie. Le 11 novembre, il embarque les troupes pour la prochaine opération amphibie, et le lendemain, il débarque la force sur Bône, en Algérie. Au cours du mois de décembre, le navire continue d'escorter des convois vers des opérations ultérieures en Afrique du Nord.

#### 1943
Le Lamerton continue d'agir comme défense anti-sous-marine pour les convois côtiers et patrouille dans la région de la Méditerranée occidentale jusqu'en février 1943. En mars, il est organisé au large des côtes tunisiennes pour soutenir les opérations ici, et le 20 mars a été rejoint par les navires jumeaux Wheatland et Bicester (L34) à la recherche du sous-marin allemand U-443, qui a été découvert par le radar côtier au large d'Alger. L'attaque avec des charges de profondeur combinée avec l'armée de l'air a duré 63 heures, finit par couler le U-443 à la position géographique de 36° 55′ N, 22° 25′ E au large d'Alger, aucun membre de l'équipage a survécu,.
En mai, le Lamerton participe au blocus du cap Bon dans le cadre de l'opération Retribution, empêchant les navires d'évacuer les troupes allemandes d'Afrique du Nord, bombardant les positions ennemies à Kelebia.
En juin, il est mobilisé pour participer à l'opération Husky, le débarquement allié en Sicile, en Italie avec la Support Force East.
Le destroyer part d'Alger le 6 juillet pour l'escorte du convoi KMS18, et se sépare du convoi KMS18 le lendemain pour faire son ravitaillement en carburant à Sousse, en Tunisie, puis rejoint le convoi SBF1 le 9 juillet pour l'escorter jusqu'à la côte des débarquements de Bark South le lendemain. Il continue d'appuyer le débarquement de la 1re division aéroportée britannique au sud-ouest de la région de Syracuse et reprend le soutien de l'opération Husky par des tirs de canon,.
Le 9 septembre, le Lamerton est mobilisé pour l'opération Avalanche, l'invasion alliée de Salerne, en Italie. Il est situé à Malte et part le 9 septembre en tant qu'escorte du convoi NSS1 vers la zone de débarquement. Le 11 septembre, il tire des coups de canon au large de Salerne et patrouille contre l'ingérence des schnellboote ennemis.
Le 10 octobre, le Lamerton est transféré dans la région de la Méditerranée orientale, basé à Alexandrie, pour l'appui de l'opération dodécanaise en mer Egée. Il doit occuper les îles grecques des îles du Dodécanèse jusque-là occupées par les troupes italiennes. Cependant, avec l'intention de cesser de tirer, ces îles étaient à risque de l'invasion allemande. Le destroyer embarque des troupes et débarque les forces et leurss véhicules sur l'île de Leros. Le 11 novembre, il est retiré dans la région de la Méditerranée centrale pour des opérations d'escorte de convois ainsi que pour soutenir des campagnes sur la côte ouest de la péninsule italienne et dans la mer Adriatique,.

#### 1944
Le Lamerton continue d'opérer des escortes de convois et d'assister les opérations militaires en mer Adriatique jusqu'au 8 mai 1944, y compris l'assistance et la réactivation des activités de guérilla. Le 9 septembre, il soutient la récapitulation des îles de la mer Égée, patrouillant contre la navigation ennemie pour évacuer la force terrestre. Le 11 novembre, il est transféré à la 5e Flottille de destroyers, basée à Alexandrie, patrouillant et soutenant les eaux côtières de la Grèce, tandis que les forces alliées débarquent dans le pays.

#### 1945
Le Lamerton continue à soutenir les opérations militaires en Grèce et en Albanie, à escorter des convois et à patrouiller pour la lutte anti-sous-marins dans la région de la Méditerranée orientale jusqu'en février 1945. Il est renvoyé en Grande-Bretagne en mars, rejoignant la 16e Flottille de destroyers basée à Harwich, et patrouillant et escortant des convois côtiers en mer du Nord, pour faire face à l'invasion de sous-marins ennemis équipés de schnorkel ainsi que la diffusion des navires torpilleurs: les schnellboote,,,.

### Après-guerre
Après la fin du conflit européen au début du 5 mars, le Lamerton il est retenu pour être transféré dans la 18e Flottille de destroyers basé à Trincomalee sur l'ile de Ceylan sous la East Indies Fleet (flotte d'Extrême-Orient). Elle se rend à Simonstown, en Afrique du Sud, le 7 juillet, où le navire est révisé et réaménagé.
Cependant, en raison de la reddition du Japon à la mi-août, annonçant la fin de la Seconde Guerre mondiale, son déplacement vers l'Extrême-Orient est abandonné. Après avoir terminé les réparations à Simonstown, il retourne en Grande-Bretagne en décembre 1945 et est placée dans la Reserve Fleet à Harwich.

#### INS Gomati (D93)
En 1953, avec ses navires jumeaux (sister ship) Bedale et Chiddingfold, le Lamerton est prêté à l'Inde pour compenser un croiseur prévu non livré. Il est officiellement mis en service dans la marine indienne le 24 avril 1953, mais reste sous le nom et le drapeau de la Royal Navy lors de l'examen de la flotte à Spithead, le couronnement de la reine En 1953, avec ses navires frères Bedale et Chiddingfold, Lamerton est prêté e en Inde pour compenser un croiseur prévu non livré. Il fut officiellement mis en service dans la marine indienne le 24 avril 1953, mais resta le nom et le drapeau de la Marine royale lors de l’examen de la flotte à Spithead, le couronnement de la reine Élisabeth II le 15 juin 1953.
À partir du 18 juin, il est officiellement rebaptisé INS Gomati lors d'une cérémonie à Liverpool,.
Le INS Gomati avec INS Ganga et INS Godavari (qui étaient les sisters ships respectives du Bedale et du Chiddingfold) forme le 22e Escadron de destroyers indiens, avec le Godavari agissant comme navire amiral. Ils sont utilisés dans des rôles de formation.
Le contrat de prêt est renouvelé en août 1956, et la propriété du navire est vendue pour l'Inde en avril 1958. Il continue à servir dans un rôle de formation jusqu'à ce qu'il est vendu pour la ferraille en 1975.

### Honneurs de bataille
- ATLANTIC 1941-42
- ARCTIC 1942
- NORTH AFRICA 1942–43
- SICILY 1943
- SALERNO 1943
- MEDITERRANEAN 1944
- AEGEAN 1943
- ADRIATIC 1944

### Commandement
- Lieutenant Commander (Lt.Cdr.) Hugh Crofton Simms (RN) du 10 juin 1941 à janvier 1942
- Lieutenant Commander (Lt.Cdr.) Cuthbert Richard Purse (RN) de janvier 1942 au 30 novembre 1943
- Lieutenant Commander (Lt.Cdr.) Gordon Thomas Seccombe Gray (RN) du 30 novembre 1943 au 26 février 1945
- A/Lieutenant Commander (A/Lt.Cdr.) Robert Angus Martin Hennessy (RN) du 26 février 1945 à début 1946